# KFC Komárno
El KFC Komárno es un equipo de fútbol de Eslovaquia que juega en la Niké liga, la primera división nacional.

## Historia
Fue fundado el 29 de abril de 1900 en la ciudad de Komárno con el nombre Komáromi Labdarúgó Társaság cuando el territorio formaba parte del Reino de Hungría.
En 1902 el club pasó a llamarse Komáromi Football Club (KFC). El primer partido oficial del club fue el 29 de julio de 1900 ante el Budapest Kistétény que terminó con derrota por 0–5. El club está enfocado en la formación de jugadores. El entonces director del club Gyula Höltzl en 1904 organizó el primer partido de fútbol entre equipos juveniles en lo que actualmente es Eslovaquia.
Uno de los más exitosos futbolistas surgidos del club es Szilárd Németh, seleccionado nacional de Eslovaquia y segundo goleador histórico del club (22 goles) solo detrás de Róbert Vittek (23 goles). El actualmente el club de fútbol más viejo de Eslovaquia en activo ya que los otros dos equipos más viejos, el Pozsonyi Torna Egylet desapareció en 1945 y el Eperjesi Torna és Vívó Egylet desapareció en 1945, ambos por los decretos de Beneš que expulsaron a los húngaros de la entonces Checoslovaquia.

## Palmarés
- Primera Liga de Eslovaquia: 1

2023/24